# گرخماز عیوض‌اف
گرخماز عیوض‌اف (انگلیسی: Gorkhmaz Eyvazov; ۱ آوریل ۱۹۶۷ – ۱۰ فوریهٔ ۱۹۹۴) فرد نظامی اهل جمهوری آذربایجان بود. او در نبرد برای آزادسازی ناحیه جوجوق مرجانلی کشته شد.
وی همچنین برندهٔ جوایزی همچون قهرمان ملی جمهوری آذربایجان (نشان) شده‌است.